# Straßenbahn Cluj-Napoca
Die Straßenbahn Cluj-Napoca ist das Straßenbahnsystem in der Stadt Cluj-Napoca (deutsch: Klausenburg) in Siebenbürgen, Rumänien. Sie verkehrt seit 1987 und ist die Nachfolgerin einer Dampfstraßenbahn, deren Betrieb 1902 eingestellt wurde. Auf der 11,7 Kilometer langen normalspurigen Strecke verkehren drei Linien, die von der CTP betrieben werden. Seit dem Jahr 2012 werden auch moderne Niederflurbahnen eingesetzt.

## Geschichte

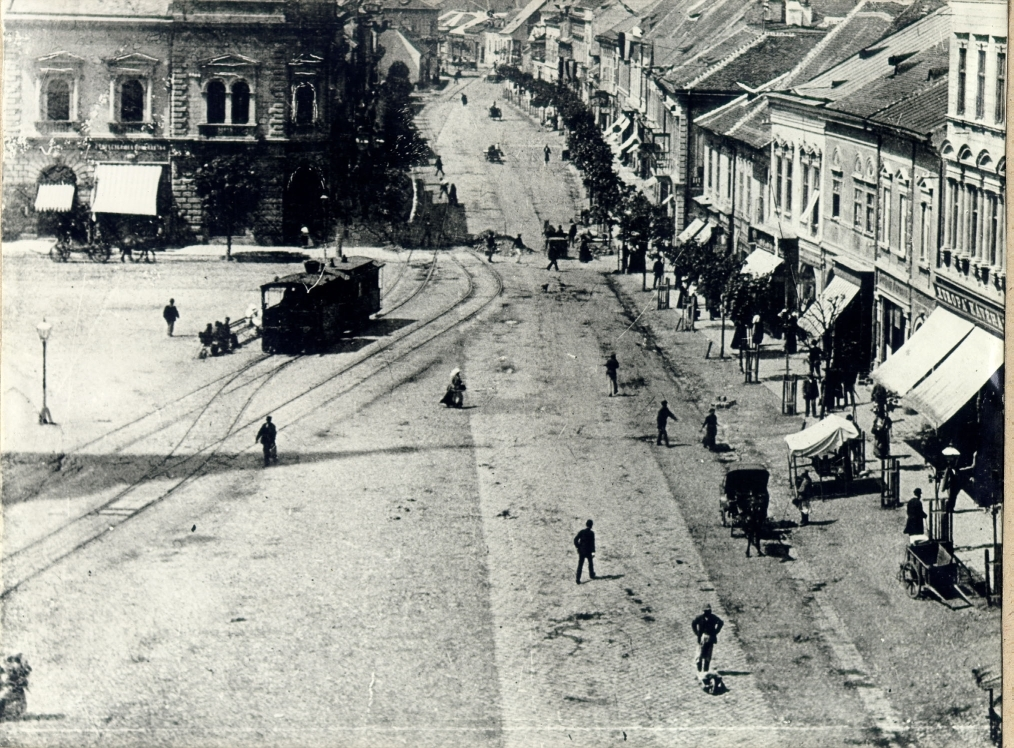
Mátyas Király tér (heute: Piața Unirii) mit Dampfstraßenbahn im Jahr 1902

### Dampfstraßenbahn
Im Mai 1892 begann im damaligen Kolozsvár der Bau einer Dampfstraßenbahn zwischen der Innenstadt und dem Bahnhof. Am 28. August 1893 wurde der Betrieb aufgenommen. Im Jahr 1894 wurden auf inzwischen drei Linien mehr als 400.000 Personen befördert. In den Jahren 1898 und 1899 kam die Idee auf, die Straßenbahnstrecke zu elektrifizieren. Da der Stadtrat jedoch nur eine Stromschiene und keine Oberleitung zur Energieübertragung akzeptierte, wurde dieser Plan wegen der Kosten nicht realisiert. Am 15. Mai 1902 wurde die Dampfstraßenbahn eingestellt.

### Elektrische Straßenbahn
Erst Ende des 20. Jahrhunderts wurde die Idee einer elektrischen Straßenbahn in Cluj realisiert. Der erste Abschnitt der 11,7 Kilometer langen Strecke wurde am 1. Oktober 1987 in Betrieb genommen. Er begann am Bahnhof und führte zum Maschinenbau-Kombinat CUG. Ein zweiter Streckenabschnitt wurde am 10. November 1987 eröffnet. Ein geplanter dritter Abschnitt zur Siedlung Gheorgheni wurde noch nicht realisiert.

## Linien
Derzeit verkehren in Cluj-Napoca drei Linien, nur die Linie 102 befährt als Durchmesserlinie die gesamte Strecke. Die Radiallinien 100 und 101 ergänzen diese und befahren jeweils eine Teilstrecke beginnend am Bahnhof.
| Linie | Linienweg                    | Länge   | Halte |
| ----- | ---------------------------- | ------- | ----- |
| 100   | CUG ↔ Piaṭa Gârii            | 5,8 km  | 9     |
| 101   | Mânâştur ↔ Piaṭa Gârii       | 6 km    | 11    |
| 102   | Mânâştur ↔ Piaṭa Gârii ↔ CUG | 11,7 km | 19    |

## Fahrzeuge

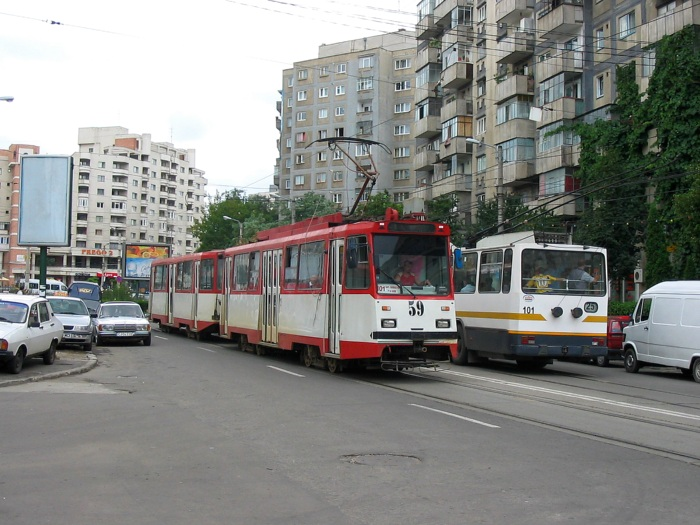
Ein Timiș 2-Zug im August 2004

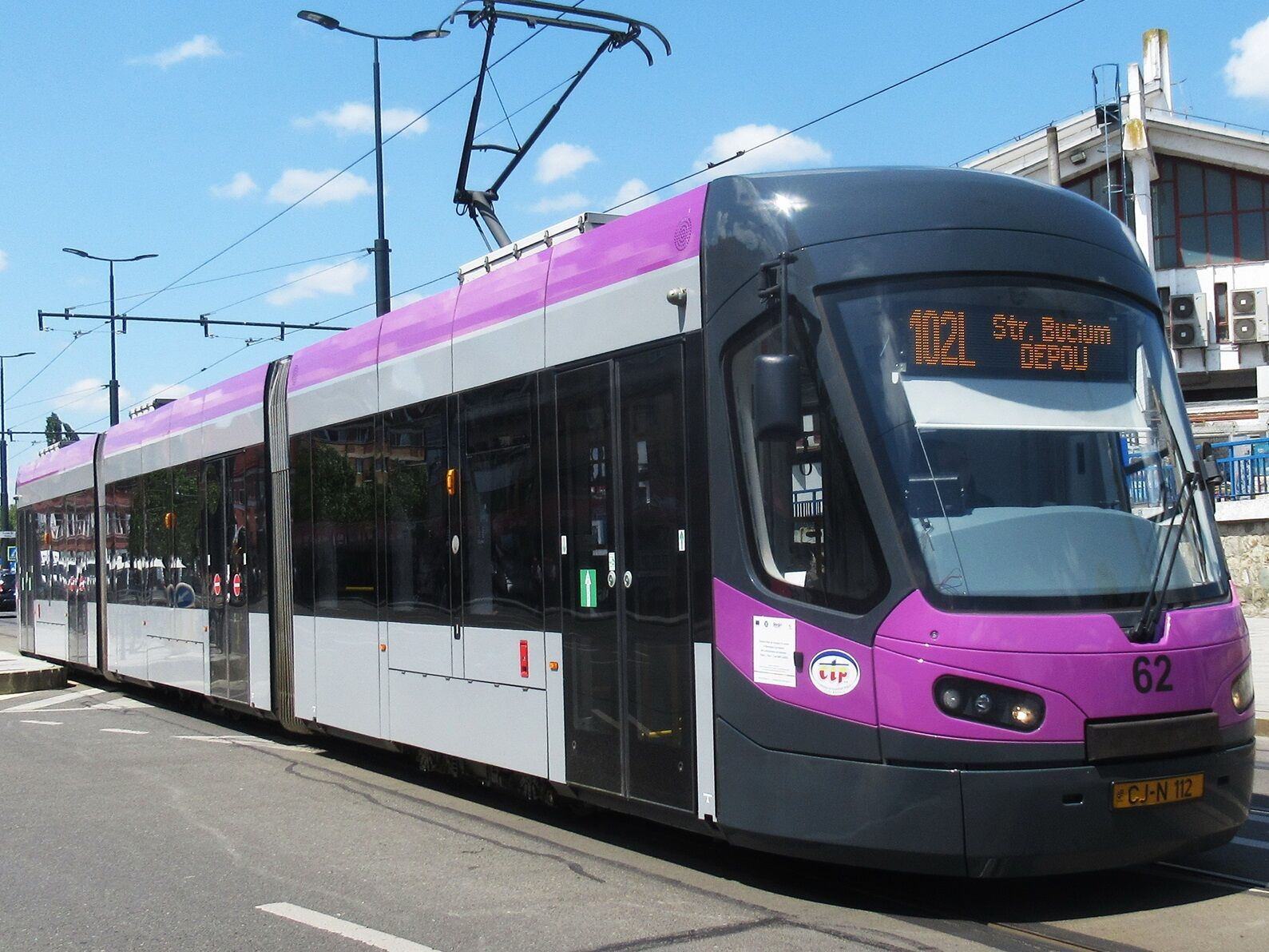
Ein Astra Imperio-Zug im Juni 2021

Eröffnet wurde die Straßenbahn Cluj-Napoca mit einheimischen Fahrzeugen der Typen V2A und V3A sowie Timiș 2. Während erstere beide Baureihen schon recht früh abgestellt wurden, ging im Juni 2011 auch der letzte von ursprünglich 39 Timiș 2-Großraumzügen außer Betrieb, er ist als Museumswagen vorgesehen. Cluj-Napoca war hierbei die letzte Stadt in der diese planmäßig eingesetzt wurden. Ersetzt wurden die Wagen aus rumänischer Herstellung in den Jahren 1997 bis 1999 durch 26 gebrauchte Triebwagen des Typs Tatra KT4D der Straßenbahn Berlin. Weitere Gebrauchtfahrzeuge waren 18 Wagen des Typs Tatra T4D, die im Jahr 2002 von der Straßenbahn Magdeburg übernommen wurden. Ab Januar 2009 wurden aus Potsdam modernisierte Tatra KT4DM geliefert.
Am 23. Dezember 2011 wurde ein vorläufiger Vertrag mit der polnischen Firma PESA über die Lieferung von 12 Niederflurbahnen des Typs Swing abgeschlossen. Der rumänische Mitbewerber Astra Vagoane Călători legte Widerspruch gegen die Vergabe ein. Die nationale Vergabekammer sah die Beschwerde als begründet an. PESA legte jedoch Berufung gegen diese Entscheidung ein und am 22. März 2012 entschied das Berufungsgericht, dass die Vergabe an das Unternehmen PESA zulässig sei. Am 28. März 2012 wurde der Vertrag abgeschlossen und das erste Fahrzeug mit der Wagennummer 81 war Ende Mai 2012 vor der Wiedereröffnung der sanierten westlichen Streckenhälfte in Cluj. Bereits Anfang Juni traf der zweite Swing mit der Nummer 82 ein. Entgegen der anfänglichen Pläne, wurden jedoch lediglich vier Fahrzeuge geliefert.
In den Jahren 2020 und 2021 wurden insgesamt 24 niederflurige Straßenbahnen des Typs Astra Imperio beschafft, um die Tatra KT4D und KT4DM zu ersetzen.
Insgesamt verfügt Cluj-Napoca im November 2021 über 28 Straßenbahnwagen:
- 04 PESA 120NaR
- 24 Astra Imperio

Im August 2025 wurde im EU-Amtsblatt eine Ausschreibung für sieben Fahrzeuge für die Stadtbahn Cluj veröffentlicht.